# 液化石油气
液化石油氣（liquefied/liquid petroleum gas，LPG），俗称“液化气”、“瓦斯”，有时误称“煤气”，是原油加工过程中，所产生常温常压下气态的轻质烃类混合物（石油气），再经加压或降温而液化的液态燃料。
液化石油氣的主要成分是丙烷和丁烷，通常伴有少量的丙烯和丁烯及微量戊烷、戊烯、硫化物杂质。由于液化石油氣无色无味，常添加臭味剂乙硫醇，一旦不慎外洩時才容易察覺。液化石油氣在加熱器和交通工具中作為燃料，而且正在越來越多地替代氯氟碳化合物作為氣溶膠噴射劑和制冷劑，以減少對臭氧層的破壞。
石油氣將在室溫，6個大氣壓的條件下液化，因此可以裝入壓力鋼瓶。通常液化石油氣只充滿容量的85%，這樣可以給鋼瓶受熱時的液體膨脹留出空間。液化石油氣的氣化膨脹比約為250:1。
現在液化石油氣提供美國能源的3%。

## 用途
液化石油气的主要用途有：
- 汽车燃料

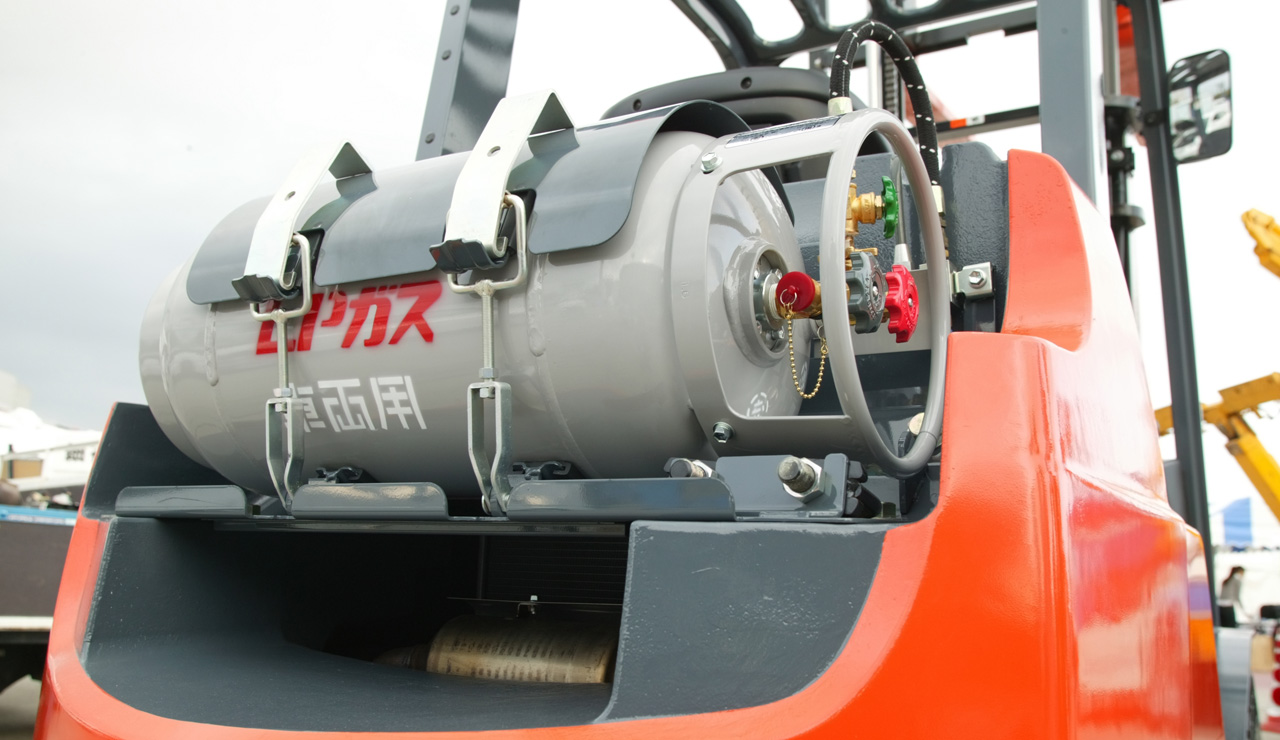
也有車輛可以使用民用桶裝瓦斯

- 在无法接通天然气、煤氣的偏远地区提供电力和暖气
- 便携型燃燒用具燃料
- 充当冰箱和空调中的循环压缩制冷介质

### 交通工具燃料

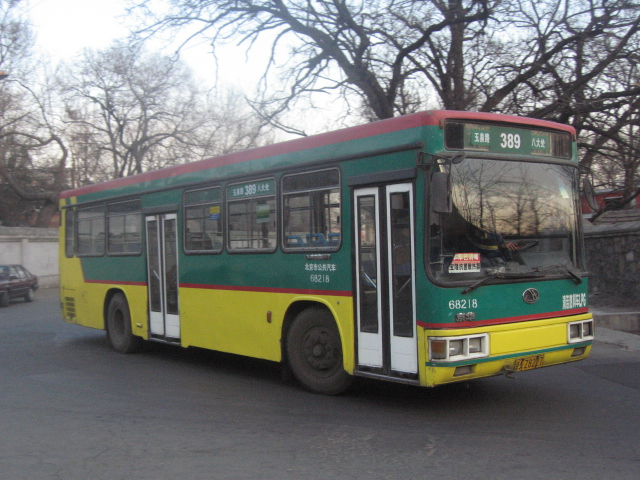
北京公交1999年开始使用BK6111LPG型液化石油气燃料巴士，该型号已于2006年退役

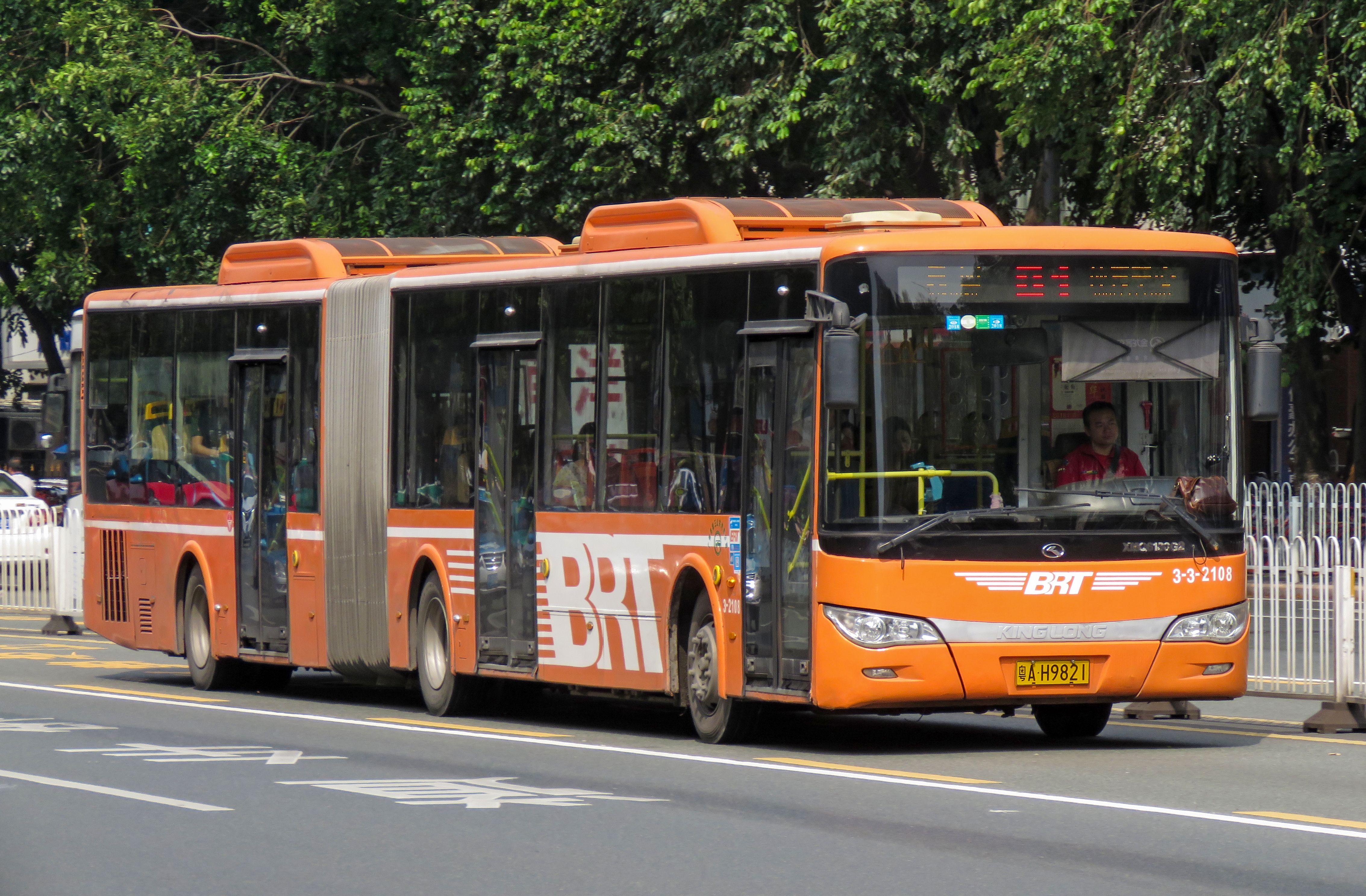
广州BRT B1路一辆使用液化石油气燃料的厦门金龙XMQ6180G2型铰接巴士

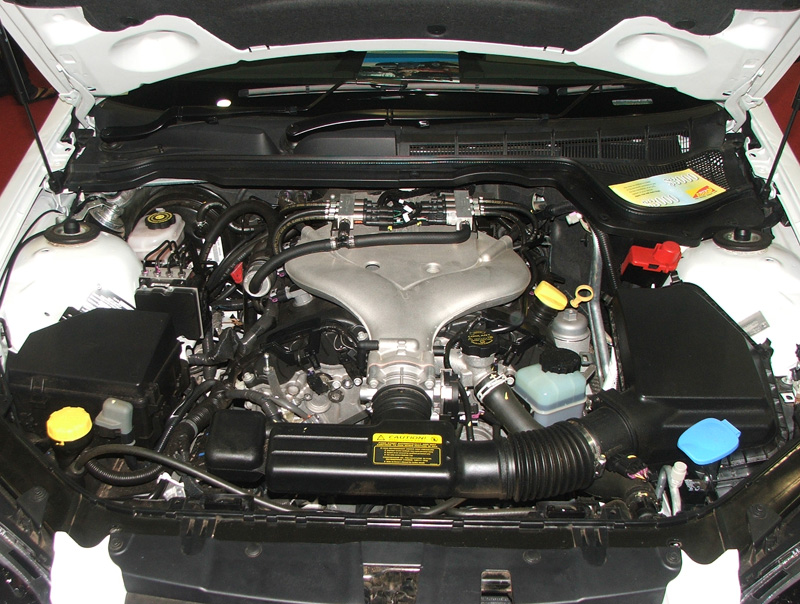
使用液化石油气的汽車引擎

液态石油气被广泛地作为内燃机的绿色燃料使用以减低废气排放。液化石油气的辛烷值（RON）为110,所含能量为95475英国热量单位/加仑。丰田公司在其1970年代的M、R和Y型號的发动机家族制造許多可使用液化石油气的发动机。
目前，许多汽车制造商如雪鐵龍、大宇、菲亚特、福特、现代、欧宝、寶獅、雷诺、Saab和沃尔沃都均以OEM方式生产双燃料汽车，能够在液化石油气和石油两种燃料下同样良好运转。
2003年，中國大陸上海开始在市区内全面强制淘汰污染严重的燃油助动车，使用者凭原车可以去政府指定的销售点以旧折新，换购污染较少的液化石油气驱动的助动车。2014年，上海市政府决定将在2015年12月31日前全面淘汰液化石油气驱动的助动车。
2003年，受限于当时的发动机技术和保养条件，以柴油为燃料的公交车排放大量黑烟，严重影响市民健康和城市形象，广州市政府提出要治理公交车尾气冒黑烟问题，根据当时《广东省机动车污染防治条例》的规定，LPG、LNG和电动，同为清洁能源。纯电动车技术和配套设施建设在当时都不成熟，而对于LPG与LNG的选择题，广州政府衡量后给出的答案是:LPG的供应有保障且发动机技术更为成熟。2003年至2004年，政府决定更换LPG。不少公交企业在权衡成本后，认为更换成本太大，且加气没有加油方便而仍旧使用柴油。为了加大LPG的推广力度，广州市对国营和民营企业双管齐下，提升LPG公交车比例。从2005年开始，民营公交企业才大幅增加LPG公交车的数量。
广州市交委制定《广州市公交出租车使用LPG推进工作方案》，计划在2005年底前对全市公交车和的士全面推广使用LPG，但该方案遭多名环保专家质疑，在“LPG能源的环境危害程度”、“是否应该上马”、“上LPG还是上LNG”等问题上均存在争议，面对质疑，广州市交委回应称：根据检测，LPG试行后公交车“黑尾”现象明显减少，LPG公交车的环保效果初现，LPG符合广州实际。截至2005年11月，全市LPG公交车达5061辆，LPG出租车达9206辆，分别占总量的67%、58%，全市使用LPG车辆公交线路达209条，已成为全球LPG单燃料城市客车数量最多的城市，此后至2008年，广州市陆续已有6400辆公交车、1.6万辆出租车完成推广使用LPG清洁能源，分别占公交车、出租车总数的80%和100%。2012年随着最初部分LPG公交车报废年限已到，新的LNG能源技术的推广，广州开始试验将部分报废的LPG公交车更换为LNG公交车，到了2013年和2014年，随着纯电动公交车技术的发展，广州市政府又提出在公交车中试点使用纯电动公交，已经报废的LPG公交车更新后全部改成新能源车。
在台灣，1990年代起逐漸有計程車加裝設備可使用LPG，政府也曾對於認證過的改裝瓦斯車給予改裝費用補助及加氣費用優惠。不過因加氣站不足，改裝LPG的車輛數量並不多。

### 印度
根据2001年的印度人口普查，2001年有17.5%的印度家庭或3360万印度家庭使用液化石油气作为烹饪的燃料。

### 香港
在香港，液化石油气也在那些沒有煤气的大廈中用作煮食的燃料，部分屋邨例如杏花邨、觀塘花園大廈在1980年前有中央液化石油氣供應（皆為屋苑型住宅，因其需要自行設置中央儲存設施）。

### 中國大陆
在中国大陆也有许多人使用液化气作为烹饪的燃料，特别是一些经济待发达的地区，经常可以看到运液化石油气的货车。雖然液化石油氣漸漸式微，但液化石油氣因為有添加氣味，比起無色無味的天然氣相對安全；使得某些有使用天然氣的國家或地區，依舊會有家庭或者小型餐廳較偏好使用液化石油氣。

### 台灣
在台灣，根據中華民國109年經濟部能源局桶裝瓦斯統計資料，台灣地區桶裝液化石油氣用戶數為5153843，每年瓦斯造成之火災、洩漏、氣爆等事件層出不窮，前三大原因為瓦斯爐具操作不當、配管破損劣化及自殺。 因此中華民國液化石油氣容器安全協會大力推廣複合式材料桶，具有防爆、耐壓、防鏽、透光、輕巧...等優點，為台灣的瓦斯產業進行一次大革新。